# Кочебашева
Кочебашева — деревня в Осинском городском округе Пермского края России.

## Географическое положение
Деревня расположена на правом берегу Камы напротив города Оса, примерно в 85-90 км к юго-западу от Перми.

## История
Известна с 1796 года. До 2019 года входила в состав Верхнедавыдовского сельского поселения Осинского района.

## Климат
Климат умеренно — континентальный. Средняя температура в зимние месяцы −10 °C. Средняя температура в летние месяцы +20 °C. Количество атмосферных осадков за год около 598 мм, из них большая часть приходится на тёплый период (июнь-июль). Средняя мощность снегового покрова — 64 см. Продолжительность безморозного периода — 114 дней.

## Население
{{Население|Кочебашева
Постоянное население составляло 123 человека (98 % русские) в 2002 году.